# 琉球墓園
琉球墓園是福建省福州市倉山區的一處琉球人墓地遺址，位於倉山區蓋山鎮先農村的白泉庵，在福建師範大學舊校區後門附近。
歷史上，福州是琉球對中國朝貢貿易的重要港口，琉球進貢船多在此停泊，因此在福州去世或赴京途中病故的琉球人多葬於福州。死於海難無法尋獲遺體的人，則於海邊撿拾四十九塊小圓礫石代替遺體裝入甕中埋葬，名曰「龍宮祭」。福州周邊曾有許多琉球人墓，根據1840年（道光二十年）琉球接貢存留通事王兆棠在《琉球墓嚴禁事碑》中的統計得知，當時福州的琉球墓約有一百一十多座，這些墓葬分佈於南郊的迎安山、磨層山、張坑山、鰲頭鳳嶺、望北臺，市區的吉祥山以及東郊的金鷄山，但經歷文革後大多數都消失了。現存的墓葬多集中於先農村迎安山南坡和磨層山，被稱為壟裏墓區。該墓區現存琉球人墓13座，其中8座在迎安山南坡、4座在磨層山、1座在迎安山與磨層山交界處，另有1座位於附近的塔仔裏，這一帶的琉球人墓被統稱為「琉球墓群」。1980年12月，「琉球墓群」被福州市列為市級文物保護單位。
1985年，福州市政府、福建省旅遊局撥款9萬元人民幣，在迎安山南坡修建琉球墓園。琉球墓園佔地面積約為2000平方米，現內有琉球使者、商人、留學生、海員等墓葬共9座，有7座墓葬是原葬於此；另有兩座為後來遷入，一座於1987年自福建省郵電學校操場邊遷到此處，另一座源河親雲上向維藩之墓是從附近其他地方搬遷過來的。所有墓均是三合土結構的龜甲墓，封土頂有墓碑。墓園用圍墻包圍，平時鐵門上鎖，不對外開放。
2023年7月6日沖繩縣知事玉城丹尼拜訪琉球墓園，祭奠埋葬在此的琉球人。